# KkStB 83

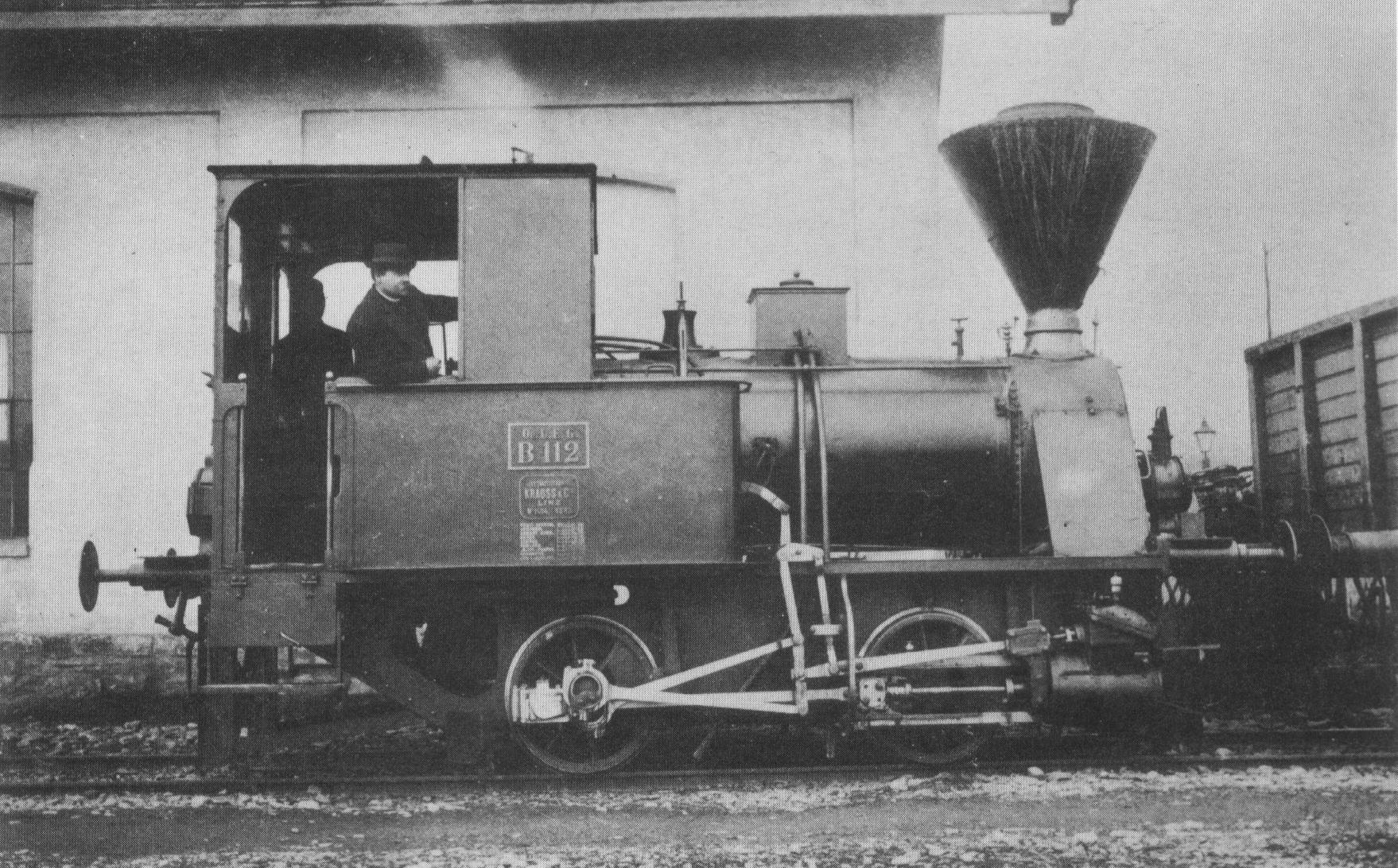
ÖLEG B 112/KkStB 83

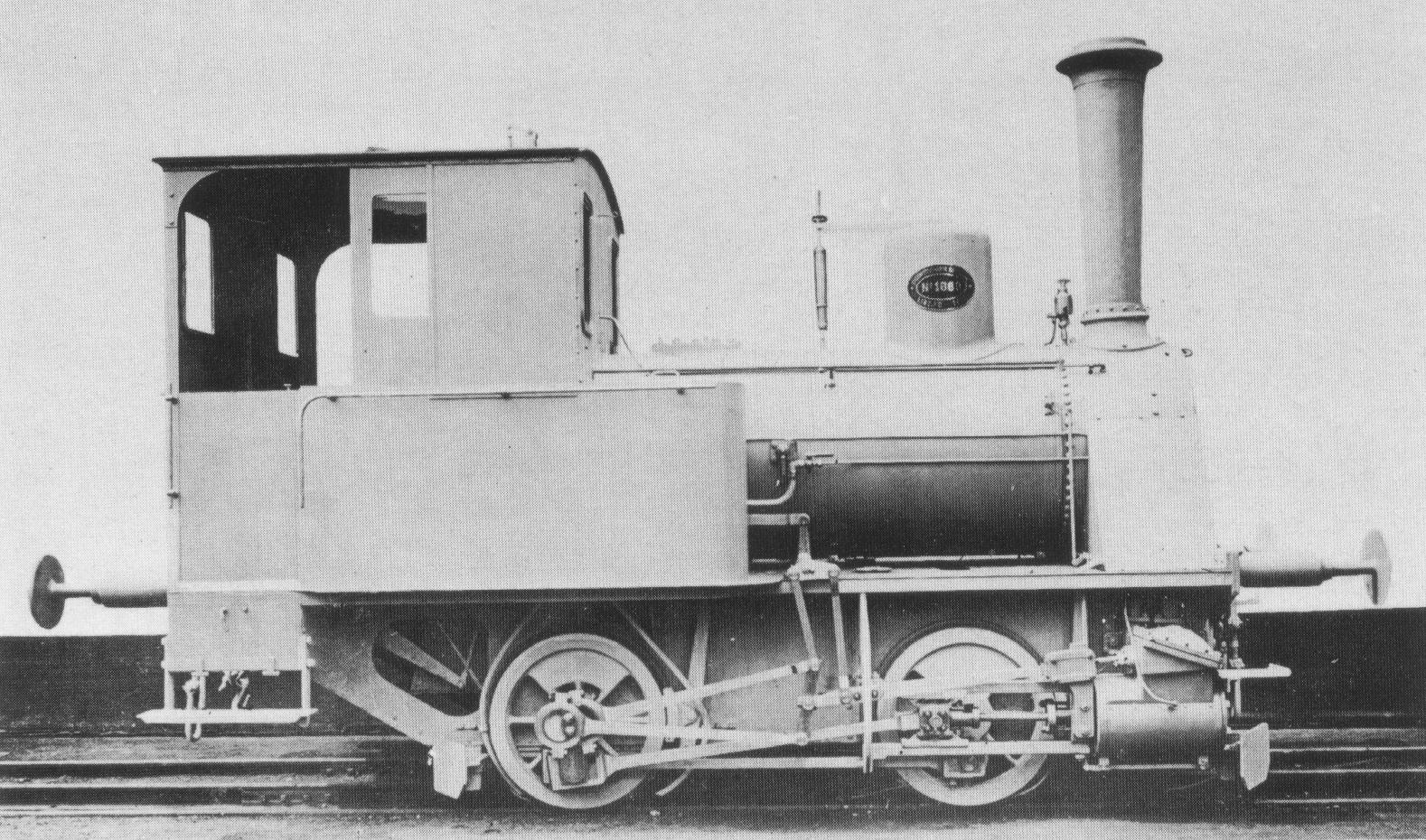
KTB "Windischgarsten"/KkStB 83.37

kkStB 83 були танк-паротягами, що походили з одержавлених приватних залізниць. Локомотиви 83.01–02, 11, 16, 83.21-26 походили з Австрійського локального залізничного товариства (нім. Österreichische Lokaleisenbahngesellschaft) (ÖLEG), 83.31–33 з Буковинської локальної залізниці (BLB), 83.36–37 з  Ц.к. приватної Кремстської залізниці (KTB) і KkStB 83.51 з Нижньоавстрійської Південно-західної залізниці (нім. Niederösterreichischen Südwestbahnen) (NÖSWB).

## Історія

### Технічні дані паротяга kkStB 83.01–37
|                             | |
| Розміри                     | Параметри |
| Нумерація                   | ÖLEG B 101–114 - kkStB 83.01–02, 11, 16, 21–26 - BLB „ALESANI I“, ... - kkStB 31–33 - KTB „WINDISCHGARSTEN“, ... - kkStB 36–37 |
| Роки випуску                | 1877–1887 |
| Країна-виробник             | Австро-Угорська імперія |
| Завод-виробник              | Krauss. Linz • Krauss. München                                                                                                 |
| Ширина колії                | 1435 mm |
| Тип                         | B n2t |
| Кількість циліндрів         | 2 |
| Діаметр циліндрів           | 260 мм |
| Хід поршня                  | 400 мм |
| Тиск пари                   | 12 атм. |
| Випаровуюча поверхня котла  | 36,2 м² |
| Площа труб нагрівання       | 33,7 м² |
| Площа зони нагріву          | 2,5 м² |
| Площа колосникових ґрат     | 0,72 м² |
| Гальма                      | Вакуумні, механічні |
| Діаметр рушійних коліс      | 800 мм |
| Загальна колісна база       | 1.800 мм |
| Маса паротяга порожнього    | 13,0 т |
| Маса паротяга робоча        | 17,0 т |
| Зчіпна маса локомотива 15,0 | т |
| Запас води                  | м³ |
| Запас вугілля               | м³ |
| Швидкість                   | 35 км/год |
| Опалення поїзда             | парове |

### Паротяги Австрійського локального залізничного товариства
ÖLEG мала під управлінням декілька локальних залізниць, рухомий склад яких перейшов до неї, отримавши нові позначення. Після долучення залізці 1894 до Ц.к.австрійської державної залізниці паротяги отримали позначення KkStB. Після війни паротяги потрапили переважно до ČSD і використовувались з позначенням серії 200.000.
Для Ельбогенської локальної залізниці купили паротяги фабрики Krauss Мюнхен (KrMü  575/77, KrMü  577/78, KrMü  894/80), що отримали позначення Elb.L 1 "ELBOGEN", Elb.L 2 "HEINL", Elb.L В 5, та паротяг віденської Lokomotivfabrik Floridsdorf (Flor  379/82) - Elb.L 6. В ÖLEG вони отримали позначення	B 101, 102, 103, 104. Під позначенням KkStB 83.01–02, 11 використовувались до 1897 р. В 103 отримав позначення KkStB 83.16 і використовувався до 1908 р.
Для Богемської локальної залізниці Лайпа (Чеська Липа) - Нємес (нім. Lokalbahn Böhmisch Leipa–Niemes) придбали 1883 паротяги (KrLi 1401/83, KrLi 1402/83) фабрика Krauss Лінц, що отримали позначення BL-N B 22, BL-N B 23. У ÖLEG їх позначили В 109-110, у KkStB 83.22 (списаний 1916), 83.23 (ČSD 200.001).
Для Локальної залізниці Olomouc-Čelechovice na Hané (нім. Lokalbahn Olmütz–Czellechowitz) купили паротяги фабрика Krauss Лінц (KrLi 1404/84, KrLi 1406/84, KrLi 1403/83, KrLi 1405/84), що отримали позначення B 25, 27, 24, 26. В ÖLEG вони отримали позначення B 112, 114, 111, 113, у KkStB 83.23-83.26. Після війни паротяги 83.24, 83.26 потрапили до BBÖ (до 1926), а 83.23, 83.25 до ČSD, де як ČSD 200.026, 023 працювали на цукрових заводах Cukrovar Zborovice і Cukrovar Syrovátka.

### Паротяги Буковинської локальної залізниці
Паротяги (KrLi 1464/84, KrLi 1465/84, KrLi 1466/84) виготовила фабрика Krauss.Linz (1884) і вони отримали позначення  BLB 012 „ALESANI I“, BLB 013 „WASSILKO I“, BLB 014 „ZIFFER I“. Після одержавлення залізниці отримали позначення kkStB 83.31-33 і використовувались до 1900 (.31) і 1902 років.

### Паротяги Ц.к. приватної Кремстської залізниці
На Ц.к. приватній Кремстській залізниці (нім. k.k. priv. Kremsthalbahn) паротяги (KrLi 1687/87, KrLi 1688/87 - однотипні з паротягами BLB) носили позначення KTB і назви „KLAUS“, „WINDISCHGARSTEN“. Їх виготовила компанія Krauss. Linz (1887). На державній залізниці вони отримали позначення kkStB 83.36–37. Після війни потрапили до ČSD, де .36 списали, а .37 отримав номер ČSD 200.024 і використовувався до 1924 на цукровому заводі Cukrovar Nymburk.

### Паротяги Ельбогенської локальної залізниці
Для Ельбогенської локальної залізниці (нім. Elbogener Localbahn) (Elb.L)купили паротяги (KrMü 1166/82, KrMü 1260/83) фабрики Krauss. München (1992/83), що отримали позначення Elb.L 32, 36. У ÖLEG їх позначили A 2, А 6, згодом kkStB 8361, 8362. були списані 1894 року.

### Паротяги Нижньоавстрійської Південно-західної залізниці

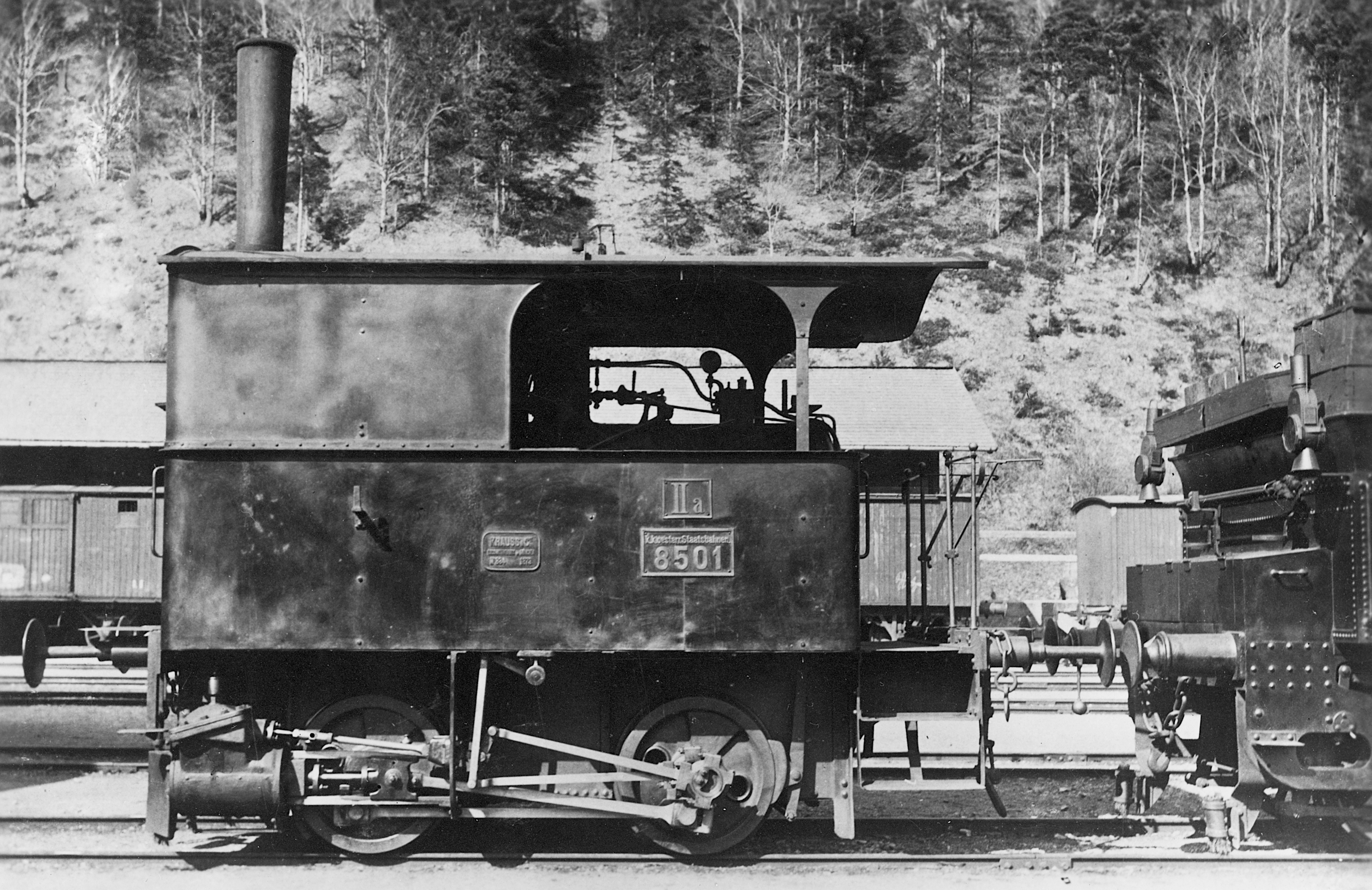
KkStB 85.01

Невеликий паротяг (KrMü  834/79) виготовила фабрика Krauss. München (1879), який використовувався разом з вагонами цієї ж фабрики, утворюючи т. зв. Sekundärzug. Отримав позначення NÖSWB 1C, згодом kkStB 85.01, з 1892 kkStB 83.51. Близько 1897 був знятий з колії.

### Технічні дані паротяга kkStB 83.51
|                            |                         |
| Розміри                    | Параметри               |
| Роки випуску               | 1879                    |
| Країна-виробник            | Австро-Угорська імперія |
| Завод-виробник             | Krauss. München         |
| Ширина колії               | 1435 mm                 |
| Тип                        | B n2t                   |
| Кількість циліндрів        | 2                       |
| Діаметр циліндрів          | 250 мм                  |
| Хід поршня                 | 400 мм                  |
| Тиск пари                  | 12 атм.                 |
| Випаровуюча поверхня котла | 31,1 м²                 |
| Площа пароперегрівача      | 29,2 м²                 |
| Площа зони нагріву         | 1,9 м²                  |
| Площа колосникових ґрат    | 0,43 м²                 |
| Довжина                    | 5,230 мм                |
| Висота                     | 4,500 мм                |
| Діаметр рухомих коліс      | 803 мм                  |
| Загальна колісна база      | 1.700 мм                |
| Маса паротяга порожнього   | 11,0 т                  |
| Маса паротяга робоча       | 15,0 т                  |
| Гальио                     | вакуумне, механічне     |
| Запас води                 | 2,3м³                   |
| Запас вугілля              | 1,1 м³                  |
| Швидкість                  | км/год                  |